# (500631) 2012 UT164
(500631) 2012 UT164 es un asteroide perteneciente al cinturón de asteroides, región del sistema solar que se encuentra entre las órbitas de Marte y Júpiter, descubierto el 12 de noviembre de 2001 por el equipo del Spacewatch desde el Observatorio Nacional de Kitt Peak, Arizona, Estados Unidos.

## Designación y nombre
Designado provisionalmente como 2012 UT164. 

## Características orbitales
2012 UT164 está situado a una distancia media del Sol de 3,186 ua, pudiendo alejarse hasta 3,308 ua y acercarse hasta 3,065 ua. Su excentricidad es 0,038 y la inclinación orbital 29,94 grados. Emplea 2078,06 días en completar una órbita alrededor del Sol.

## Características físicas
La magnitud absoluta de 2012 UT164 es 15,7. 